# Théâtre universitaire royal de Liège

Le Théâtre universitaire royal de Liège (TURLg) est un groupe de création et d’animation fondé officiellement en 1941. Le théâtre est installé dans l'ancien institut de chimie de l'Université de Liège quai Roosevelt.

## Historique
Le Théâtre universitaire de Liège a vu le jour en avril 1941, avec la création des Bacchantes, pied de nez à l'occupant allemand. Constitué en ASBL en 1971, le TURLg est formé de plusieurs groupes qui jouent aussi bien en français qu’en allemand, anglais ou wallon. 
En 2002, Théâtre universitaire de Liège devient Théâtre universitaire royal de Liège.
Une centaine de personnes sont actuellement actives au sein de l’association. Depuis sa fondation, ses quatre directeurs successifs ont toujours enseigné à l’Université de Liège : Jean Hubaux, François Duyckaerts, François Duysinx, Robert Germay, Dominique Donnay, Alain Chevalier, Brice Ramakers.

## International
Depuis 1983, le TURLg organise à Liège avec l'aide d'étudiants moniteurs chaque année les Rencontres Internationales de Théâtre Universitaire (RITU) qui ont accueilli à ce jour plus de 150 troupes de 30 pays différents. Ces rencontres sont aussi le cadre d’un colloque scientifique portant sur le théâtre en universités.
Le TURLg est depuis 1994 le siège de l’Association Internationale du Théâtre à l’Université (AITU) dont il a assuré la présidence de 1994 à 2008. Huit congrès mondiaux ont déjà été organisés à Liège, Salaberry-de-Valleyfield (Québec), Dakar (Sénégal), Cracovie (Pologne), Olympie (Grèce), Urbino (Italie), Puebla (Mexique), Leicester (Royaume-Uni), et Minsk (Belarus). Le 10e aura lieu à Liège en 2014.

## Spectacles
Le TURLg a monté, souvent créé, plus d’une centaine de spectacles : de classiques français ou grecs aux contemporains belges, allemands ou polonais et s'est produit dans plus de 40 pays. 